# Wereldkampioenschappen klifduiken 2023
De wereldkampioenschappen klifduiken 2023 werden van 25 tot en met 27 juli gehouden in het Seaside Momochi Beach Park in Fukuoka, Japan. Het toernooi was onderdeel van de wereldkampioenschappen zwemsporten 2023.

## Programma
| V | Voorronde | Goud | Finale |

| Klifduiken (m) |  |  |      |      | Goud | Goud |  |
|                |  |  |      |      |      |      |  |
| Klifduiken (v) |  |  | Goud | Goud |      |      |  |
| Totaal         |  |  | 1    | 1    | 1    | 1    |  |

## Medailles

### Medaillewinnaars
| Onderdeel | Goud                         | Goud   | Zilver                 | Zilver | Brons                   | Brons  |
| --------- | ---------------------------- | ------ | ---------------------- | ------ | ----------------------- | ------ |
| Mannen    | Constantin Popovici Roemenië | 472,80 | Cătălin Preda Roemenië | 438,45 | Gary Hunt Frankrijk     | 426,30 |
| Vrouwen   | Rhiannan Iffland Australië   | 357,40 | Molly Carlson Canada   | 322,80 | Jessica Macaulay Canada | 320,95 |

### Medaillespiegel
| Plaats | Land      | Goud | Zilver | Brons | Totaal |
| 1      | Roemenië  | 1    | 1      | 0     | 2      |
| 2      | Australië | 1    | 0      | 0     | 1      |
| 3      | Canada    | 0    | 1      | 1     | 2      |
| 4      | Frankrijk | 0    | 0      | 1     | 1      |
| Totaal | Totaal    | 2    | 2      | 2     | 6      |